# Taeniacanthus californiensis
Taeniacanthus californiensis är en kräftdjursart. Taeniacanthus californiensis ingår i släktet Taeniacanthus och familjen Taeniacanthidae. Inga underarter finns listade i Catalogue of Life.